# Stentor
Stentor (altgriechisch Στέντωρ Sténtōr) ist eine Figur der griechischen Mythologie. Er wird in der Ilias einmal erwähnt, während des Kampfes zwischen Griechen und Trojanern vor der Stadt, in den auch die Götter auf beiden Seiten eingreifen. Hera tritt in Gestalt des Stentor vor die Griechen und fordert sie mit lauter Stimme zum Kampf auf.
| Griechisches Original | Deutsche Übersetzung (Schadewaldt) |
| --- | --- |
| ἔνθα στᾶσ’ ἤϋσε θεὰ λευκώλενος Ἥρη Στέντορι εἰσαμένη μεγαλήτορι χαλκεοφώνῳ, ὃς τόσον αὐδήσασχ’ ὅσον ἄλλοι πεντήκοντα· αἰδὼς Ἀργεῖοι κάκ’ ἐλέγχεα εἶδος ἀγητοί· ὄφρα μὲν ἐς πόλεμον πωλέσκετο δῖος Ἀχιλλεύς, οὐδέ ποτε Τρῶες πρὸ πυλάων Δαρδανιάων οἴχνεσκον· κείνου γὰρ ἐδείδισαν ὄβριμον ἔγχος· νῦν δὲ ἑκὰς πόλιος κοίλῃς ἐπὶ νηυσὶ μάχονται. | Da trat hin und schrie die Göttin, die weißarmige Here, Dem Stentor gleich, dem großherzigen, mit der ehernen Stimme, Der so laut zu rufen pflegte wie fünfzig andere: „Schämt euch, Argeier! übles Schandvolk! an Aussehen stattlich! Ja, solange in den Kampf ging der göttliche Achilleus, Kamen nie die Troer heraus vor die Dardanischen Tore, Denn sie fürchteten jenes Mannes wuchtige Lanze. Jetzt aber kämpfen sie fern von der Stadt bei den hohlen Schiffen!“ |

## Rezeption
Stentors Name wird seit der Antike (bereits von Aristoteles) sprichwörtlich für Menschen mit einer lauten Stimme benutzt („Stentorstimme“).
Edward Albee lässt in seinem Stück Wer hat Angst vor Virginia Woolf? die piepsige Martha verspotten, als ihr eine Stentorstimme zugesprochen wird.
Paul-Otto Schmidt beschreibt seine Mühsal bei der Konferenz von Locarno, dem schwerhörigen belgischen Außenminister die Reden Gustav Stresemanns zu übersetzen, in Rückgriff auf Stentor:

„Zum Zeichen, daß ich lauter sprechen sollte, hielt er sich die Hand ans Ohr und veranlasste mich dadurch manchmal zum Vergnügen der übrigen Delegation, mit einer Stentorstimme auf ihn einzuschreien und ihm die delikatesten diplomatischen Formulierungen mit der Stärke eines Großlautsprechers in sein mikrophonbewehrtes Ohr zu brüllen.“

Nach dem griechischen Helden wurde auch das US-Kriegsschiff USS Stentor benannt, die niederländische Zeitung De Stentor, ein Kommunikationssatellit, Stentor (COSPAR 2002-F03), der am 11. Dezember 2002 mit einer Ariane 5 gestartet wurde, sowie der Asteroid (2146) Stentor, ein Jupiter-Trojaner.